# Трамвай серії 71-623
КТМ-23 (71-623 відповідно до Єдиної нумерації вагонів) — пасажирський односторонній моторний чотириосний трамвайний вагон із змінним рівнем підлоги виробництва Усть-Катавського вагонобудівного заводу. Випускається із 2009 року. За 13 років виготовлено понад 550 серійних екземплярів.
Станом на 31 грудня 2022 року трамваї даної моделі експлуатуються в 21 місті Росії, а також в Казахстані (в Павлодарі), Латвії (у Даугавпілсі) і в Україні (в Єнакієвому).

## Історія створення
У серпні 2006 року Усть-Катавський вагонобудівний завод відвантажив у Москву досвідчений експериментальний зразок трамвайного вагона моделі 71-630 для проходження випробувань. На дослідному вагоні був застосований асинхронний привід виробництва фірми «Канопус» з тяговими двигунами ТАД-21. Надалі асинхронний привід, електронне табло та інші нововведення даної моделі стали застосовуватися на новій модифікації серійних вагонів 71-619А. Модель 71-630 була розроблена за побажаннями Москви та з метою використання в проектованій системі «швидкісного трамвая».
Також з даного модельного ряду було запропоновано будівництво одиночного одностороннього чотиривісного трамвайного вагона з можливістю роботи по СБО для звичайних трамвайних ліній, який отримав позначення 71-623. Незважаючи на єдиний модельний ряд і схожість з 71-630, модель 71-623 розроблялася заново, оскільки вагон 71-630 мав багато недоліків та проблем в експлуатації, які було вирішено виправити на новому вагоні. В результаті було вдосконалено візок, змінено зовнішній вигляд, салон та багато іншого.

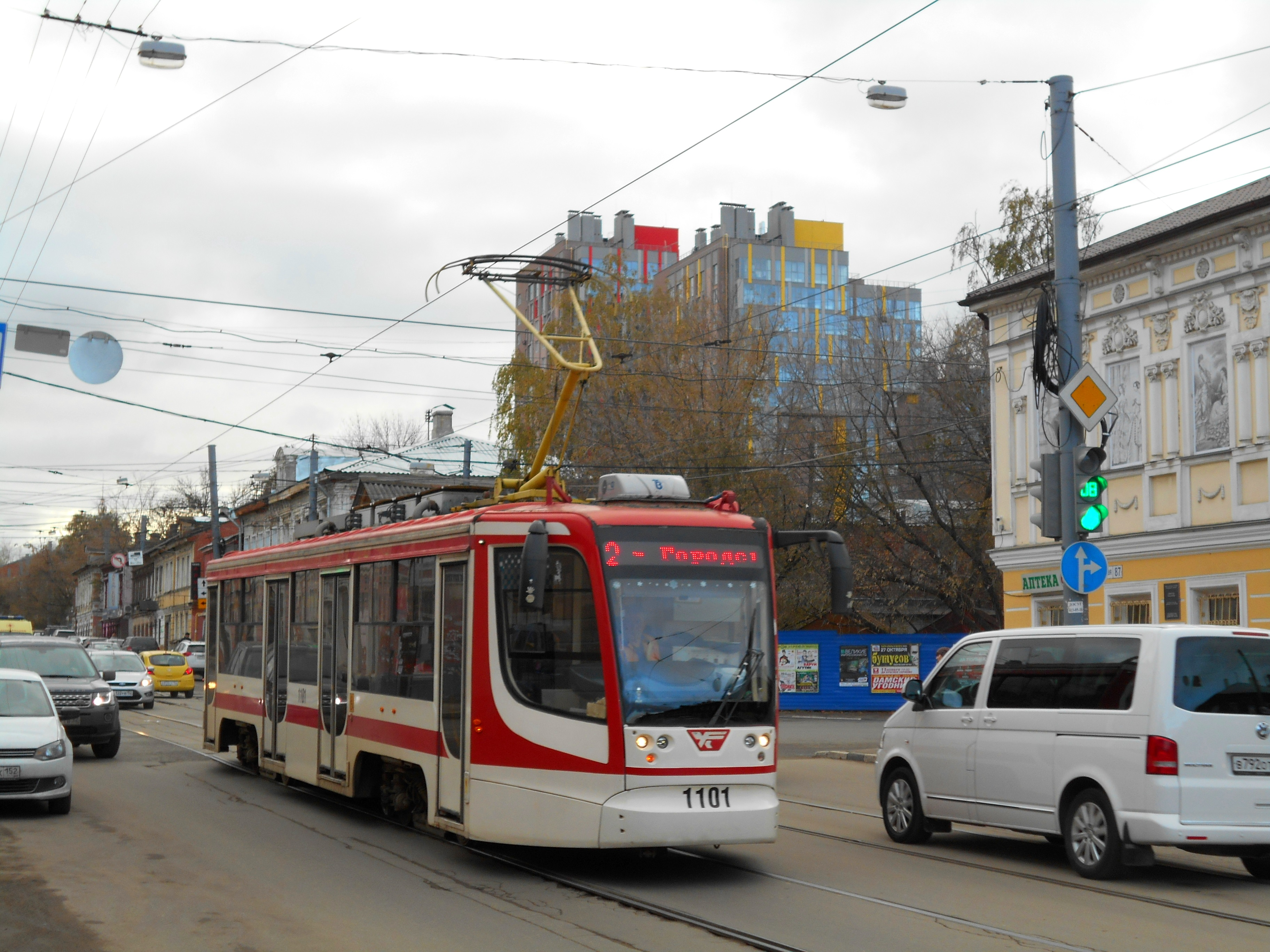
Вагон із заводським №2 на маршруті в Нижньому Новгороді (15 жовтня 2015 року)

Перші два вагони повинні були надійти в Москву в 2008 році, для випробувань роботи по СБО, проте розробка і будівництво затрималися. У 2009 році обидва вагони були повністю завершені, і УКВЗ повинен був відправити по одному вагону в Москву і Санкт-Петербург для проведення випробувань для проведення випробувань для проведення випробувань. Проте ні до Москви, ні в Санкт-Петербург досвідчені екземпляри не дісталися, оскільки міста, нібито, відмовилися: Петербург з якихось причин не зміг домовитися із заводом, а Москву не влаштували вузькі передні двері, які збільшують час посадки пасажирів. 

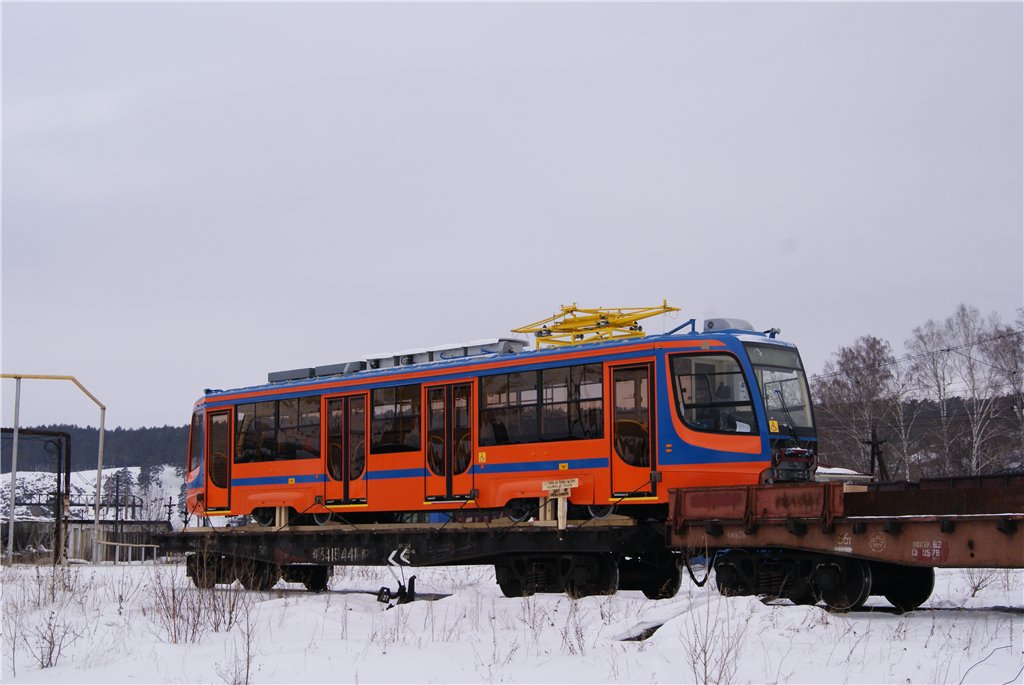
Вагон 71-623-01 зав. № 00018 готується для відправки в Перм
(30 січня 2011 року)

 У результаті замість Санкт-Петербурга та Москви вагони потрапили в Нижній Новгород та Уфу, де і працюють до теперішнього часу.
Третій серійно випущений вагон, що отримав позначення 71-623.01, з січня по вересень 2010 року випробовувався в Краснопресненське трамвайне депо Москви, проте в регулярну експлуатацію прийнятий не був і після закінчення випробувань передано в Перм. Четвертий заводський вагон був придбаний Краснодаром у березні 2010 року, п'ятий — Нижньокамськом у квітні 2010 року. Перше масове велике постачання відбулося в 2011 році — 19 вагонів було закуплено до Смоленська до 1150-річчя міста.

## Конструкція

### Кузов

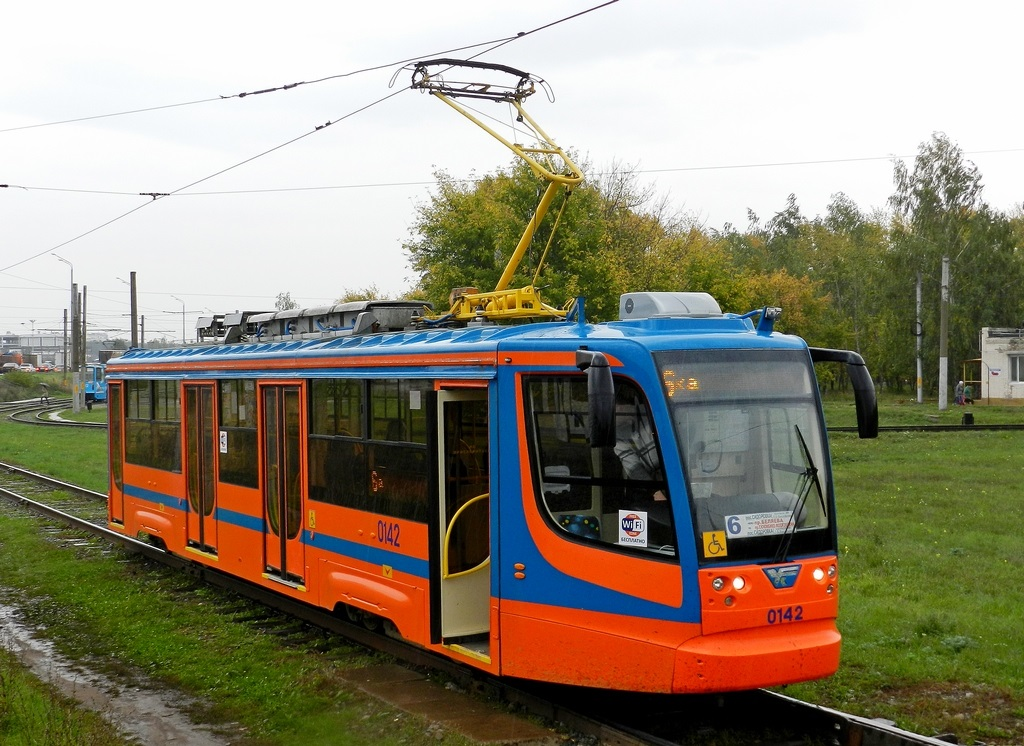
Вагон 71-623-02 у Набережних Челнах, вид спереду праворуч

Кузов вагона — з цільнозварним несучим каркасом, виконаний з порожнистих елементів — труб квадратного і прямокутного перерізу, а також спеціальних гнутих профілів.
Передня та задня стінка кузова мають гладку вигнуту опуклу форму, близьку до вертикальної, і по ширині дещо його основної частини. Порівняно з 71-619, форма лобової та хвостової стінки стала більш обтічною, у нижній частині з'явився опуклий виступ. Спереду на рівні нижче лобового скла трамвай має дві невеликі круглі фари, розташовані під кутом, а знизу між ними є вогні покажчиків повороту меншого розміру. Задня стінка трамвая має заднє салонне скло, нижче його рівня з кожного боку є по чотири круглі світлосигнальні лампи, які розташовані попарно один над одним під невеликим нахилом: вгорі — оранжеві поворотні по краях і білі заднього ходу ближче до центру; внизу — помаранчеві хвостові габаритні по краях і червоні гальмівні ближче до центру.
Бічні стінки трамваю гладкі та вертикальні, у передній та задній частині трамвая мають вигини із звуженнями. Вагони базової моделі та всіх модифікацій, за винятком 623-03 — одностороннього планування, з чотирма дверима правим бортом, лівим бортом дверей відсутні. Трамваї модифікації 623-03 мають кузов двостороннього планування з трьома додатковими дверима по лівому борту, розташованими навпроти першої, третьої та четвертої правих дверей. Двері автоматичні зі стулками поворотного типу. У передній і задній частині трамвая крайні двері одностулкові з вузьким прорізом шириною 720 мм, в середній частині-двостулкові з широким прорізом шириною 1200 мм. Кожному широкому дверному отвору праворуч відповідає розташоване навпроти нього широке вікно, а вузькому дверному отвору - більш вузьке. Зліва бічна стінка в зоні широкої частини кузова має 9 вікон (з них 7 широких, а переднє і заднє - вузьке), справа - по два широкі вікна між одностулковими і двостулковими дверима і одне широке між двостулковими. Всі широкі вікна мають кватирки. У зоні звужень бічних стінок спереду та ззаду трамвая також є по одному вікну, в передній частині простір між ними займає кабіна керування.

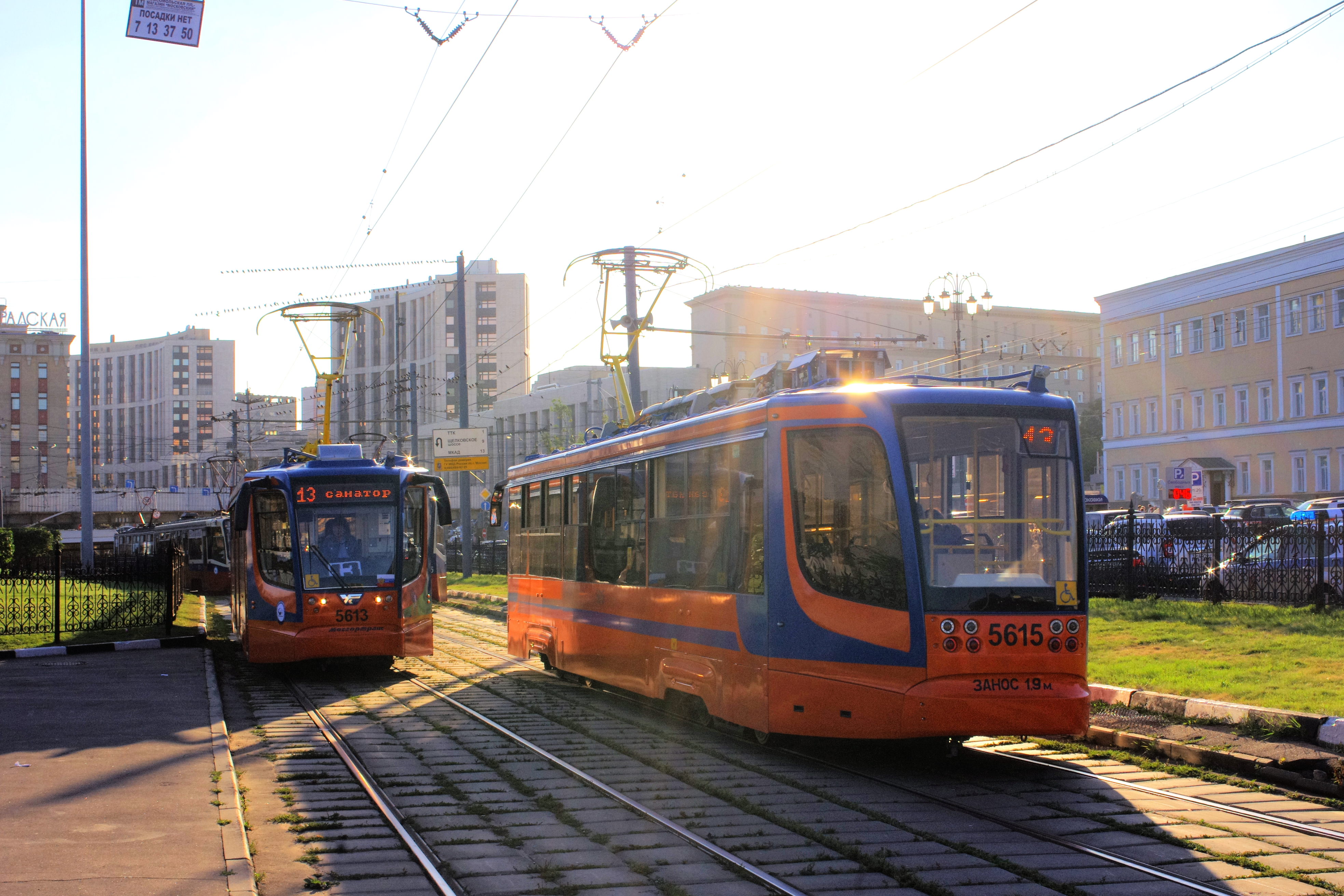
Вагон 71-623, вид ззаду зліва

### Інтер'єр

#### Пасажирський салон

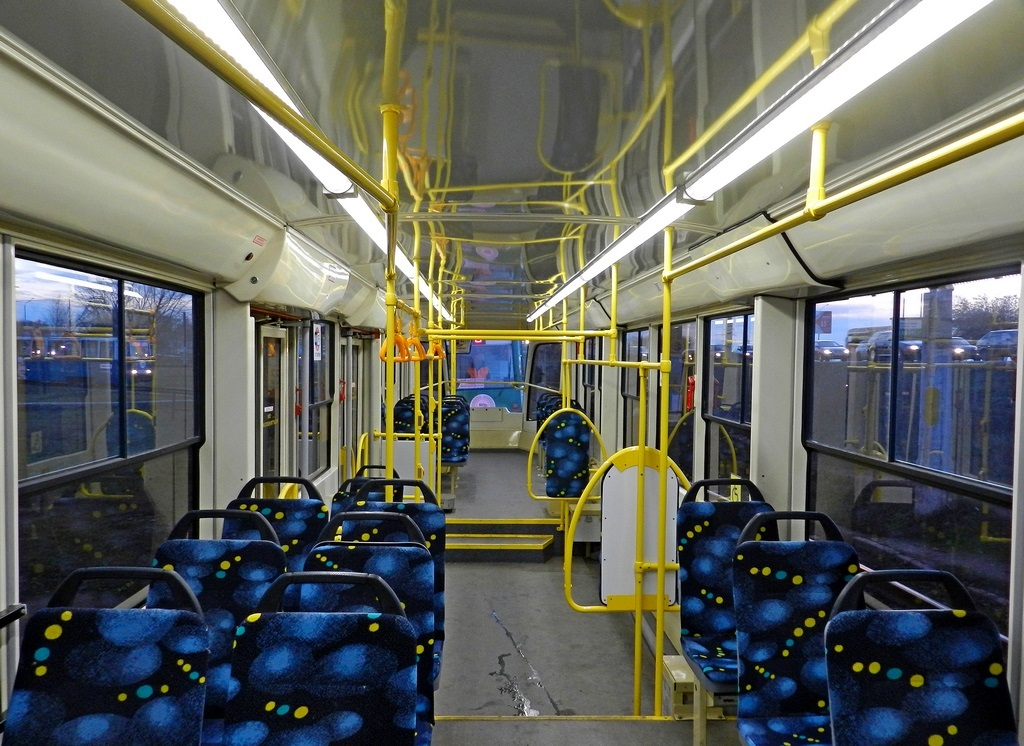
Салон — вид назад

Рівень підлоги пасажирського салону змінний: у крайніх частинах кузова має висоту 760 мм над рівнем головки рейки, в середній частині - 370 мм. Частка низької статі - понад 40%. Перехід від високої статі до низького реалізований у вигляді двох щаблів. Широкі дверні отвори та накопичувальні майданчики в низькопідлоговій частині вагона дозволяють збільшити швидкість посадки-висадки та створити комфортні умови для пасажирів з дітьми та інвалідів.
У салоні розміщено 30 місць для сидіння. Загальна місткість досягає 186 осіб при повному завантаженні 8 чол/м2. Освітлення виконане двома світловими лініями зі світлодіодами. Примусова вентиляція здійснюється через отвори в даху вагона, природна через кватирки і відкриті двері. Опалення провадиться за допомогою електропечей, розташованих уздовж бічних стін.

### Візки
Кузов вагона спирається на дві поворотні візки типу візка типу 630.0.01 (631.0.01 - в модифікації 71-623-02). Трамвайні візки з двоступінчастим підресором. Візки відповідають вимогам Європейської економічної комісії ООН за рівнем шуму та вібрації.
Перший ступінь ресора підвішування — осьові ресори, розташована між рамою візка і буксовим вузлом на осі колісної пари, — дозволяє знизити ударні навантаження від рейкового шляху на підресорені маси візка. Між рамою візка і шкворневою балкою в поворотному візку розміщено другий ступінь ресора підвішування. Паралельно пружинам і гумометалевим амортизаторам встановлені похилі гідравлічні гасники коливань, які покращують комфортність проїзду пасажирів. Тягові зусилля від рами візка на шкворневу балку передаються повідками. На передньому візку встановлено шляхоочисник, що захищає обладнання вагона. Тяговий редуктор виконаний двоступінчастим циліндричним з евольвентним зачепленням. Для передачі крутного моменту від вихідного валу редуктора на вісь колісної пари розроблена спеціальна еластична муфта, що дозволило знизити безпружинну масу до 700 кг. Діаметр колеса по колу катання - 620 мм. Застосовані колеса з концентричним розташуванням амортизаторів між ступицею і бандажом.
За рахунок малих габаритів асинхронних двигунів вдалося замість карданного валу і жорстко пов'язаного з віссю колісної пари редуктора застосувати циліндричний редуктор з порожнім вихідним валом з еластичною муфтою циліндричної форми з двома фланцями. Усередині порожнини вихідного валу редуктора і муфти знаходиться вісь колісної пари із зазорами необхідної величини, при цьому один фланець муфти прикріплений до вихідного валу редуктора, інший - до осі колісної пари. Таким чином, муфта передає крутний момент від підресореного мотор-редукторного блоку на вісь колісної пари. Дане рішення дозволило знизити безпружинну масу візка до 700 кг, а також підвищити ККД механічної передачі.

### Електроустаткування

#### Струмоприймач
Живлення силових ланцюгів вагона здійснюється від верхньої контактної мережі через встановлений в передній частині даху напівантограф типу 630.29.00.000. На деяких вагонах замість напівпантографа встановлювався звичайний пантограф. Для можливості експлуатації вагонів за системою багатьох одиниць з одним струмоприймачем через дах проходить електричний кабель, що закінчується контактами для з'єднання з іншим вагоном.

#### Тягові інвертори
Основна частина електроустаткування розташована під кузовом вагона. Постійний струм напруги 550 В, що надходить від контактної мережі, перед подачею на електродвигуни перетворюється на змінний струм регульованої напруги і частоти за допомогою тягових інверторів, на які надходять управляючі сигнали з кабіни водія від мікропроцесорної системи управління (МПСУ). На вагоні передбачено дистанційне включення/відключення тягових інверторів по високовольтних ланцюгах з кабіни водія з автоматичним відключенням в аварійних ситуаціях, дистанційне відключення тягових електродвигунів будь-якого візка та аварійний рух на одному тяговому візку.

#### Тягові електродвигуни
На вагоні застосовані асинхронні тягові двигуни ТАД-21 з напругою живлення 400 В, номінальною частотою струму 50 Гц, номінальною синхронною частотою обертання частотою обертання 1500 об / хв і потужністю 50 кВт. Двигуни виконані на сучасній елементній базі та забезпечують хороші енергетичні та динамічні характеристики. Привід кожної колісної пари індивідуальний. У гальмівному режимі передбачена можливість рекуперації електроенергії у контактну мережу. Застосовано асинхронні тягові двигуни, що мають менші масогабаритні показники, більш надійні в експлуатації та значно простіше в обслуговуванні.

#### Система управління
Мікропроцесорна система управління із зовнішнім інтерфейсом CAN забезпечує інформування водія про правильність функціонування основних складових частин комплекту при русі та обслуговуючого персоналу при пошуку можливих несправностей, збирання та зберігання інформації про дії водія, параметри руху вагона та функціонування тягового приводу. На панелі керування в кабіні водія встановлено ТFT-дисплей з відображенням дійсних параметрів усіх систем вагона (двох вагонів поїзда під час роботи по СБО). Контролер водія повідомлено з мікропроцесорною системою керування за допомогою блоку сполучення контролера водія. При експлуатації трамваїв за системою багатьох одиниць їх ланцюги управління з'єднуються міжвагонними кабелями через розетки в лобовій стінці заднього та хвостової стінки переднього трамвая, які зазвичай прикриті знімними панелями.

#### Допоміжне електрообладнання
Живлення ланцюгів управління та допоміжного обладнання здійснюється від акумуляторних батарей та статичного перетворювача напруги БП-3Г постійного струму 24 В (48 В) та змінного струму 380/220 В з частотою 150…400 Гц. Акумуляторна батарея забезпечує на деякий час роботу систем опалення та освітлення в салоні за відсутності живлення від контактної мережі, а також дозволяє трамваю рухатися з мінімальною швидкістю в аварійному режимі для можливості заїзду під контактну мережу у разі зупинки в зоні струмоділу.

### Гальма
Вагон обладнаний електродинамічним рекуперативно-реостатним, механічним дисковим та електромагнітним рейковим гальмами. Механічний дисковий гальмо має рейковий привід. Електричне обладнання вагона забезпечує службове електродинамічний рекуперативне гальмування від максимальної швидкості до нульової, з автоматичним переходом до реостатного гальмування і назад при перевищенні напруги в контактній мережі понад 720 В, автоматичний захист від розгінного буксування на ділянках колії з погіршеними умовами зчеплення коліс.

### Інше
Трамвайний вагон обладнаний радіотрансляційною установкою, звуковою і світловою сигналізацією, захистом від Радіопомеха і гроза, а також розетками міжвагонних з'єднань, пісочницями і механічною зчіпкою. На вагоні встановлена інформаційна система, що складається з чотирьох інформаційних табло (спереду, ззаду, по правому борту біля передніх дверей та в салоні) та автоінформатора. Управління інформаційною системою здійснюється централізовано із кабіни водія.

## Модифікації
| Модифікація  | Фото | Роки випуску    | Кількість побудованих екземплярів | Експлуатація | Особливості |
| ------------ | ---- | --------------- | --------------------------------- | ------------ | --- |
| 71-623-00    |      | 2009-2011       | 56                                |              | Ходові візки 630.0.01, вузькі перші та останні двері, е/о Канопус                                                                                    |
| 71-623-01    |      | 2009-2011       | 23                                |              | Ходові візки 630.0.01, збільшені перші та останні двері, змінений розмір кабіни                                                                      |
| 71-623-02    |      | 2011-2016       | 162                               |              | Ходові візки 631.0.01, вузькі перші та останні двері, е/о Канопус. Вагони 2016 року випуску оснащені інформаційною системою ІР-650 та моніторами ПТV |
| 71-623-02.01 |      | 2015-2020       | 56                                |              | е/о Чергос |
| 71-623-02.02 |      | 2015-2016, 2018 | 30                                |              | е/про ЕПРО |
| 71-623-03    |      | 2015-2016, 2018 | 30                                |              | Модифікація з дверима по обидва боки для роботи як вагони-човники. Е/о Чергос                                                                        |
| 71-623-03.01 |      | 2015-2016       | 6                                 |              | е/про ЕПРО |
| 71-623-04    |      | 2019 - н.в.     | 138                               |              | е/о АСК |
| 71-623-04.01 |      | 2021 - н.в.     | 60                                |              | е/о Чергос |

Виробнича програма УКВЗ з випуску вагонів 71-623:
| Рік                                      | 71-623-00   | 71-623-00         | 71-623-01   | 71-623-01         | 71-623-02                                           | 71-623-02         | 71-623-03   | 71-623-03         | 71-623-04        | 71-623-04         | Підсумок |
| Рік                                      | Зав. номери | Кількість вагонів | Зав. номери | Кількість вагонів | Зав. номери                                         | Кількість вагонів | Зав. номери | Кількість вагонів | Зав. номери      | Кількість вагонів | Підсумок |
| ---------------------------------------- | ----------- | ----------------- | ----------- | ----------------- | --------------------------------------------------- | ----------------- | ----------- | ----------------- | ---------------- | ----------------- | -------- |
| 001-002 \| \| 2                          | 003         | 1                 |             |                   |                                                     |                   |             |                   | 3                |                   |          |
| 2010                                     |             |                   | 004-017     | 14                |                                                     |                   |             |                   |                  |                   | 14       |
| 003-022, 024, 026-034, 036-056, 058, 061 | 53          | 018-025           | 8           | 035, 062          | 2                                                   |                   |             |                   |                  | 63                |          |
| 2012                                     |             |                   |             |                   | 023, 025, 059, 060, 063—094, 096—099, 101, 102, 104 | 43                |             |                   |                  | 43                |          |
| 2013                                     |             |                   |             |                   | 057, 100, 103, 105-171                              | 70                |             |                   |                  |                   | 70       |
| 2014                                     |             |                   |             |                   | 172-176, 179-186, 189-191, 194-200, 202, 208-210    | 30                |             |                   |                  | 30                |          |
| 2015                                     |             |                   |             |                   | 177, 178, 188, 192, 193, 201, 203-207               | 11                | 226-237     | 12                |                  |                   | 23       |
| 2016                                     |             |                   |             |                   | 211-224, 242-279                                    | 56                | 238-241     | 4                 |                  |                   | 60       |
| 2017                                     |             |                   |             |                   | 225, 280                                            | 2                 |             |                   |                  | 2                 |          |
| 2018                                     |             |                   |             |                   | 281-295                                             | 15                | 296-315     | 20                |                  |                   | 35       |
| 2019                                     |             |                   |             |                   | 316-323, 325, 327-331, 333                          | 15                |             |                   | \|31             | 46                |          |
| 2020                                     |             |                   |             |                   | 405-413                                             | 9                 |             |                   | 362-396, 398-404 | 42                | 51       |
| 2021                                     |             |                   |             |                   |                                                     |                   |             |                   | 397, 414-487     | 79                | 79       |
| 2022                                     |             |                   |             |                   |                                                     |                   |             |                   | 488-533          | 46                | 46       |
| 2023                                     |             |                   |             |                   |                                                     |                   |             |                   | 534-537          | 4                 | 4        |

## Споріднені моделі
На основі базової моделі 71-623 конструкторами Усть-Катавського вагонобудівного заводу було розроблено цілу серію моделей.
- 71-624 являв собою проект двостороннього частково низькопідлогового та шестидверного трамвая. У 2009 році було випущено два дослідні зразки, що експлуатувалися в Усть-Катаві. У 2013 році через відсутність замовлень проект було скасовано, а обидві випущені машини були переобладнані у тип 71-623.03 та продовжили роботу в Москві.
- 71-625 - повністю низькопідлоговий вагон на базі принципово нових візків. Він не пішов у серію, документацію було викуплено і на її базі було запущено в серію трамвай моделі 71-911.
- 71-631 - шестиосний зчленований частково низькопідлоговий вагон, спроектований на базі 71-623 і 71-630.

| Серія 71-6ХХ:           | Серія 71-6ХХ: | Серія 71-6ХХ:                            | Серія 71-6ХХ:              |
| ----------------------- | ------------- | ---------------------------------------- | -------------------------- |
| 71-623 (базова модель ) | 71-624        | 71-625 (повністю низькопідлоговий вагон) | 71-631 (зчленований вагон) |

## Експлуатація
Вагони 71-623 можна зустріти в багатьох містах Росії, а також в Казахстані, Латвії, Латвії та Україні (Еталон TR3100).
```
  
Помилка Lua у Модуль:Location_map у рядку 347: Seconds were provided for longitude without minutes also being provided.
```

Станом на 31 грудня 2022 року найбільша кількість вагонів даної моделі експлуатуються в Краснодарі — 120 одиниць, Магнітогорську — 69 одиниць, Москві — 56 одиниць, Пермі — 45 одиниць, Новокузнецку — 39 одиниць і Челябінську — 31 одиниця.
| Країна    | Місто           | Експлуатуюча організація                                                              | Кількість (всіх модифікацій)        | Мод. −00 | Мод. −01 | Мод. −02 | Мод. −03 | Мод. −04 |
| Росія     | Волгоград       | МУП «Метроелектротранс»                                                               | 20                                  | -        | -        | -        | 20       | -        |
| Росія     | Казань          | МУП «Метроелектротранс»                                                               | 22                                  | -        | -        | 22       | -        | -        |
| Росія     | Коломна         | ГУП МО «Мособлелектротранс»                                                           | 7                                   | -        | 1        | 6        | -        | -        |
| Росія     | Краснодар       | МУП "Краснодарське ТТУ"                                                               | 120                                 | -        | 1        | 20       | -        | 99       |
| Росія     | Магнітогорськ   | МП «Магміськтранс»                                                                    | 69                                  | -        | -        | 39       | -        | 30       |
| Росія     | Москва          | ГУП «Мосміськтранс»                                                                   | 56                                  | -        | -        | 56       | -        | -        |
| Росія     | Набережні Челни | ТОВ «Електротранспорт»                                                                | 20                                  | -        | -        | 20       | -        | -        |
| Росія     | Нижньокамськ    | ГУП «Міськелектротранспорт»                                                           | 8                                   | -        | 2        | 6        | -        | -        |
| Росія     | Нижній Новгород | МУП «Нижегороделектротранс»                                                           | 1                                   | 1        | -        | -        | -        | -        |
| Росія     | Новокузнецьк    | ВАТ «Муніципальне трамвайно-тролейбусне підприємство Новокузнецького міського округу» | 39                                  | -        | -        | -        | -        | 39       |
| Росія     | Новосибірськ    | МКП «ГЕТ»                                                                             | 1                                   | 1        | -        | -        | -        | -        |
| Росія     | Перм            | МУП «Пермміськелектротранс»                                                           | 46 (1 згорів, 1 згоріла кабіна)     | 40       | 6        | -        | -        | -        |
| Росія     | Самара          | МП "Самарське ТТУ"                                                                    | 21                                  | 1        | -        | 20       | -        | -        |
| Росія     | Санкт-Петербург | Міськелектротранс                                                                     | 11                                  | -        | -        | 3        | 8        | -        |
| Росія     | Смоленськ       | «МУТТП»                                                                               | 19                                  | 7        | 12       | -        | -        | -        |
| Росія     | Старий Оскол    | ВАТ «Швидкісний трамвай»                                                              | 2                                   | -        | -        | 2        | -        | -        |
| Росія     | Таганрог        | МУП «ТТУ»                                                                             | 5                                   | -        | -        | 5        | -        | -        |
| Росія     | Тула            | Тульський трамвай                                                                     | 10 (передані з Москви)              | -        | -        | 10       | -        | -        |
| Росія     | Уфа             | МУП «УЕТ»                                                                             | 5                                   | 1        | -        | 4        | -        | -        |
| Росія     | Хабаровськ      | МУП «ГЕТ»                                                                             | 16 (1 списаний)                     | 2        | 1        | 13       | -        | -        |
| Росія     | Челябінськ      | ТОВ «ЧелябГЕТ»                                                                        | 31                                  | -        | -        | 1        | -        | 30       |
| Україна   | Єнакієво        | МУП «ТТУ»                                                                             | 13 (10 передано з Санкт-Петербурга) | -        | -        | 5        | 8        | -        |
| Казахстан | Павлодар        | АТ «ТУ Павлодара»                                                                     | 7                                   | -        | -        | 7        | -        | -        |
| Латвія    | Даугавпілс      | «Daugavpils satiksme»                                                                 | 8                                   | -        | -        | 8        | -        | -        |
|           |                 |                                                                                       | 553                                 | 53       | 23       | 247      | 36       | 194      |

## Випадки в експлуатації
- 27 вересня 2011 року - на території трамвайного депо «Балатово» в Пермі практично повністю згорів щойно привезений із заводу новий вагон (71-623-00 № 528). Причиною пожежі стала несправність електроконвектора - обладнання, що використовується для опалення салону[15].
- 15 вересня 2013 року (близько 14:30) - також на території трамвайного парку «Балатово» в Пермі спалахнув вагон № 578, внаслідок пожежі біля трамваю повністю вигоріла кабіна[16]. На початку квітня 2014 року вагон був відправлений на ремонт на УКВЗ, але після ремонту не експлуатувався. У липні 2015 року вагон було списано.
- 29 квітня 2016 року - на Єнісейській вулиці в Москві загорівся вагон № 2613[17].
- У Самарі з 5 жовтня 2014 року на лінії працює трамвайний вагон 71-623 (№ 928) імені Антона Буслова[18].
- У 2013 році до Коломни прибув вагон в оранжево-сірому забарвленні, пізніше його перефарбували в оранжево-синій колір, як і інші п'ять.
- У листопаді 2022 року в Єнакієвому зіткнулися два вагони (№ 7504 та № 7505). Зіткнення вагонів сталося через відмову рейкових гальм та відсутність подачі піску у вагоні 7505.

## Цікаві факти
Типове забарвлення трамвая - помаранчеве з невеликими фрагментами синього, у зв'язку з чим у народі цей трамвай отримав прізвисько «Морква».